# Ломоносовка (Костанайская область)
Ломоносовка (каз. Ломоносов) — упразднённое село в Костанайском районе Костанайской области Казахстана. Ликвидировано в 2009 году. Входило в состав Ульяновского сельского округа.

## География
В 7 км к северо-западу от села находится озеро Курбай, в 4 км к северо-востоку — Талколь, в 10 км к северо-западу — Жалколь, в 12 км к северо-западу — Успантомар, в 6 км к западу — Изеньтемир, в 14 км к западу — Такайколь, в 4 км к юго-западу — Кумбайколь.

## Население
В 1999 году население села составляло 153 человека (68 мужчин и 85 женщин).